# محمدعلی فرامرزی
محمدعلی فرامرزی (زادهٔ ۱ ژانویهٔ ۱۹۹۴) یک بازیکن فوتبال اهل ایران است.
از باشگاه‌هایی که در آن بازی کرده‌است می‌توان به باشگاه فوتبال پدیده خراسان و باشگاه فوتبال فجر شهید سپاسی شیراز اشاره کرد.
وی همچنین در تیم ملی فوتبال جوانان ایران و تیم ملی فوتبال امید ایران بازی کرده است.